# Ben Kersten
Pour les articles homonymes, voir Kersten.
Ben Kersten, né le 21 septembre 1981 à Wollongong, est un coureur cycliste sur piste australien. Spécialiste du kilomètre, il a été médaillé d'argent de cette discipline lors des championnats du monde de cyclisme sur piste 2006 à Bordeaux et médaillé d'or aux Jeux du Commonwealth de 2006 à Melbourne.

## Palmarès sur piste

### Championnats du monde
- Bordeaux 2006
  -  Médaillé d'argent du kilomètre

### Championnats du monde juniors
- 1998
  -  Champion du monde du kilomètre juniors
  -  Médaillé d'argent de la vitesse par équipes juniors
- 1999
  -  Champion du monde du kilomètre juniors
  -  Champion du monde de vitesse par équipes juniors (avec Jobie Dajka et Mark Renshaw)
  -  Médaillé de bronze de la vitesse juniors

### Coupe du monde
- 2002
  - 2e du kilomètre à Sydney
  - 2e de la vitesse à Moscou
- 2004
  - 3e du kilomètre à Aguascalientes
- 2004-2005
  - 1er du kilomètre à Sydney
  - 2e du kilomètre à Manchester
  - 3e du kilomètre à Los Angeles
  - 3e de la vitesse par équipes à Sydney
- 2005-2006
  - 1er du kilomètre à Los Angeles
- 2007-2008
  - 3e de la vitesse par équipes à Los Angeles

### Jeux du Commonwealth
- Melbourne 2006
  -  Médaille d'or du kilomètre

### Championnats d'Océanie
| Édition / Épreuve | Kilomètre | Keirin | Vitesse individuelle | Vitesse par équipes                    |
| 2003              | Or        | Argent | Bronze               |                                        |
| 2004-2            | Or        | Or     | Argent               | Or (avec Shane Kelly et Jason Niblett) |
| 2007              |           |        |                      | Bronze                                 |

### Jeux océaniens
- 2004
  -  Médaillé d'or du kilomètre
  -  Médaillé d'or du keirin
  -  Médaillé d'or de la vitesse par équipes
  -  Médaillé d'argent de la vitesse

### Championnats d'Australie
- 2000
  -  Champion d'Australie du kilomètre
- 2003
  -  Champion d'Australie du kilomètre
- 2004
  -  Champion d'Australie du keirin
- 2005
  -  Champion d'Australie du kilomètre
- 2006
  -  Champion d'Australie du kilomètre
  -  Champion d'Australie de vitesse
  -  Champion d'Australie du keirin
- 2007
  -  Champion d'Australie du kilomètre
  -  Champion d'Australie de l'omnium

## Palmarès sur route
- 2005
  - 5e étape du Tour of the Murray River
- 2009
  - Prologue du Tour d'Atlanta
- 2010
  - Joseph Sunde Memorial
  - Sunny King Criterium
  - Tour de Somerville
  - Boise Twilight Criterium[1]
- 2011
  - 7e et 14e étapes du Tour of the Murray River
  - 3e du Tour of the Murray River
  - 3e du Dana Point Grand Prix

## Distinctions
- Cycliste sur piste australien de l'année en 2005 et 2006[2]
- Cycliste sur piste junior australien de l'année en 1999[2]